# Nannoscincus greeri
Nannoscincus greeri là một loài thằn lằn trong họ Scincidae. Loài này được Sadlier mô tả khoa học đầu tiên năm 1987.